# Černý muž

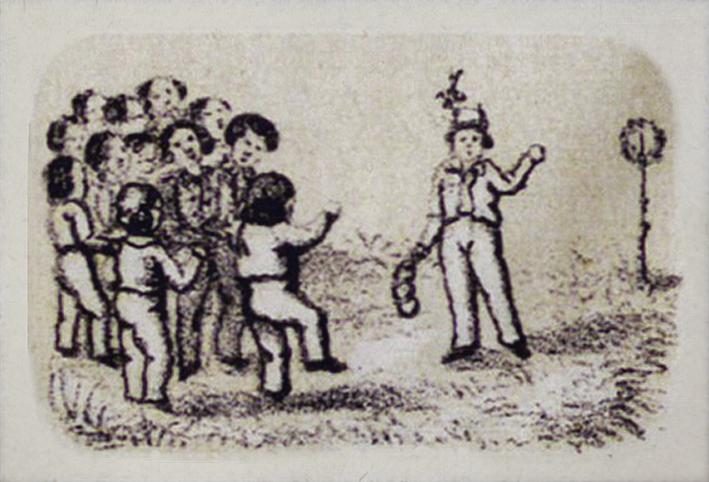
Ilustrace ve švýcarské dětské knize z roku 1860.

Černý muž nebo Kdo se bojí Černého muže? je tradiční německá dětská hra. Johann Christoph Friedrich GutsMuths popsal hru již v roce 1796.

## Popis hry
Černý muž stojí na jedné straně hracího pole, protihráči na druhé. Černý muž položí otázku: „Kdo se bojí Černého muže?“ Skupina odpovídá: „Nikdo!“ Černý muž na to odpovídá: „Co když přijde?“ Skupin odpovídá: „Pak utíkáme pryč!“ Celá skupina se rozběhne, všichni jak jen mohou, na druhu stranu. Černý muž běží k běžcům a snaží se jich chytit co nejvíce. Ti, které chytí, se k němu přidají. Všichni pomocníci se drží za ruce a chytají zbývající běžce. Poslední nechycený vyhrává a automaticky se stává černým mužem v další hře.